# Бюлис (футбольный клуб)
«Бюлис» (алб. KF Bylis) — албанский футбольный клуб из города Балши, выступающий в Суперлиге Албании. Основан в 1972 году, до 1995 года носил название «Балши И Ри», современное название получил от древней Биллиды. Домашние матчи проводит на стадионе «Агуш Мака», вмещающем 6000 зрителей. Главным достижением клуба является третье место в Суперлиге Албании в 1999 году.

## Достижения
- Чемпионат Албании:
  - Бронза (1): 1998/99.
- Кубок Албании:
  - Финалист (1): 2013

## Основные даты в истории клуба
- 1972 — основание клуба под именем «Балши И Ри»
- 1995 — переименование клуба в «Бюлис»
- 1997 — дебют в Суперлиге Албании
- 1999 — дебют в еврокубках

## Выступления в еврокубках
В разные годы клуб участвовал в Кубке УЕФА и Кубке Интертото.
| Сезон   | Турнир          | Раунд | Страна        | Клуб                   | Дома | В гостях |
| ------- | --------------- | ----- | ------------- | ---------------------- | ---- | -------- |
| 1999/00 | Кубок УЕФА      | КР    | Флаг Словакии | Интер (Братислава)     | 0:2  | 1:3      |
| 2001    | Кубок Интертото | 1Р    | Флаг Румынии  | Университатя (Крайова) | 0:1  | 3:3      |

- КР = квалификационый раунд
- 1Р = 1-й раунд